# Гранд хотел (филм)
Гранд хотел (енгл. Grand Hotel) је амерички драмски филм из 1932. године, који је режирао Едмунд Гулдинг, а продуцирао студио Metro-Goldwyn-Mayer. Сценарио Вилијама А. Дрејка заснован је на његовој истоименој представи из 1930, која представља адаптацију романа Гранд хотел Вики Баум. Главне улоге у филму тумаче Грета Гарбо, Џон Баримор, Џоун Крофорд, Волас Бири, Лајонел Баримор, Луис Стоун и Џин Хершолт. Радња је смештена у берлински Гранд хотел и прати догодовштине његових бројних гостију.
У филм су уложена велика средства, пре свега у сценографију и импресивну глумачку поставу, а режисер Гулдинг је применио многе иновативне поступке након којих је промењен начин постављања сетова у Холивуду. Постигао је и критички и комерцијални успех, зарадивши преко 2 милиона долара. До данас, ово је једини филм који је освојио Оскара за најбољи филм, а да није био номинован ни у једној другој категорији.
Гранд хотел се показао утицајним током година од његовог првобитног објављивања. Култна реплика „Желим да будем сама”, у изведби Грете Гарбо, заузела је 30. место на листи „100 година АФИ-ја... 100 филмских цитата”. Године 2007, Конгресна библиотека је одабрала филм за чување у Националном регистру филмова Сједињених Држава због „културног, историјског или естетског значаја”.

## Радња
Доктор Отерншлаг, унакажени ветеран Првог светског рата и стални становник Гранд хотела у Берлину, примећује: „Људи долазе, одлазе. Никада се ништа не дешава” — после чега се много тога дешава.
Барон Феликс фон Гајгерн, који је прокоцкао своје богатство и издржава се као карташ и повремени крадљивац драгуља, спријатељи се са Отом Крингелајном, рачуновођом на самрти који је одлучио да своје преостале дане проведе у луксузу. Крингелајнов бивши послодавац, индустријалац, генерални директор Прејсинг, у хотелу је да би закључио важан посао, и ангажује стенографкињу Флемшен да му помогне. Она тежи да буде глумица и показује Прејсингу неке фотографије у часопису за које је позирала.
Друга гошћа је руска балерина Грусинскаја, чија каријера је у паду. Када барон провали у њену собу да би украо њен накит и она се врати из позоришта, он се сакрива и чује је како размишља о самоубиству. Открива се и започиње разговор са њом. Њих двоје се заљубљују и проводе ноћ заједно. Следећег јутра, барон јој враћа драгуље, а она му опрашта злочин. Она га позива да пође са њом у Беч, и он прихвата понуду.
Барон очајнички тражи новац како би се извукао из криминалне групе са којом је радио. Он и Крингелајн почињу да играју карте, а Крингелајн све побеђује и постаје опијен. Када испусти новчаник, барон га ставља у свој џеп, намеравајући да задржи не само добитак већ и средства са којима би Крингелајн проживео последње недеље свог живота. Међутим, дирнут призором Крингелајновог очаја, барон – коме је новац очајнички потребан, али му је Крингелајн постао веома драг – претвара се да је пронашао новчаник и враћа му га.
Као део очајничког интеграционог плана, Прејсинг мора да отпутује у Енглеску и тражи од Флемшен да пође са њим. Касније, када су њих двоје у њеној соби − која се налази крај његове − Прејсинг види сенку барона како краде његове ствари. Он се суочава са бароном; њих двојица се боре, а Прејсинг га удара телефоном, убивши га. Флемшен види шта се догодило и исприча Крингелајну, који се суочава са Прејсингом. Овај инсистира да је деловао у самоодбрани, али Крингелајн позива полицију, а Прејсинг је ухапшен.
Грусинскаја одлази на железничку станицу, очекујући да ће тамо затећи барона који је чека. У међувремену, Крингелајн нуди да се побрине за Флемшен, која предлаже да заједно потраже лек за његову болест. Док напуштају хотел, доктор Отерншлаг поново примећује: „Гранд хотел. Увек исто. Људи долазе. Људи одлазе. Никада се ништа не дешава.”

## Улоге
| Глумац            | Улога                    |
| ----------------- | ------------------------ |
| Грета Гарбо       | Грусинскаја              |
| Џон Баримор       | барон Феликс фон Гајгерн |
| Џоун Крофорд      | Флемшен                  |
| Волас Бири        | Прејсинг                 |
| Лајонел Баримор   | Ото Крингелајн           |
| Луис Стоун        | др Отерншлаг             |
| Џин Хершолт       | Зенф                     |
| Роберт Маквејд    | Мајерхајм                |
| Пернел Прат       | Зиновиц                  |
| Фердинанд Готшалк | Пименов                  |
| Рафаела Отијано   | Сузет                    |
| Морган Волас      | шофер                    |
| Тали Маршал       | Герстенкорн              |
| Френк Конрој      | Рона                     |
| Мари Кинел        | Швајман                  |